# Chappuis-Absorption

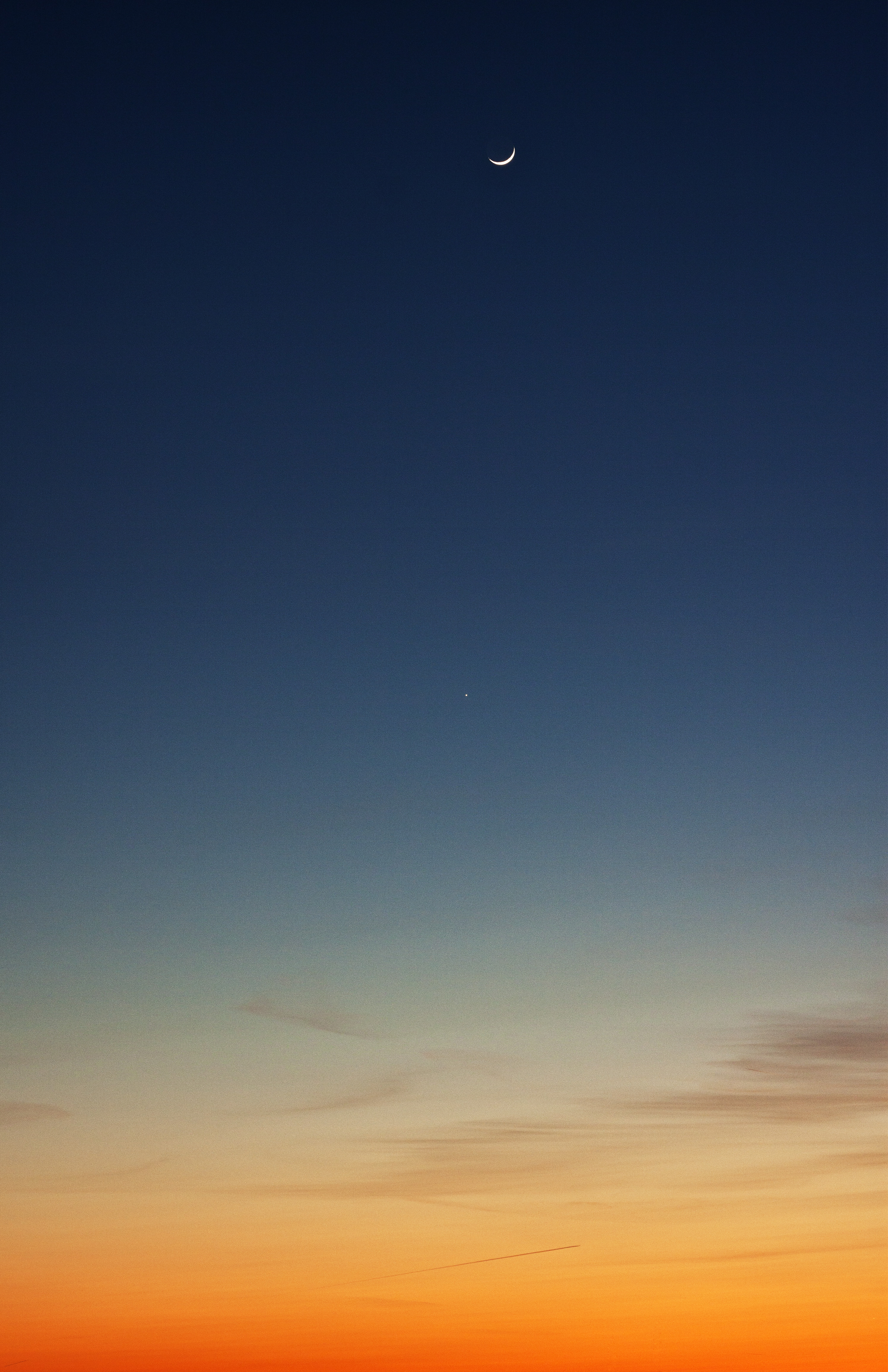
Westhimmel während der Abenddämmerung, zur blauen Stunde. Die tiefblaue Färbung im Zenit ist auf die Chappuis-Absorption zurückzuführen.

Die Chappuis-Absorption ist eine durch das Ozon verursachte Absorption elektromagnetischer Strahlung, die sich insbesondere durch die Ozonschicht bemerkbar macht, die einen kleinen Teil des Sonnenlichts im Spektralbereich des sichtbaren Lichts absorbiert.
Die Chappuis-Absorptionsbanden liegen in einem Wellenlängenbereich zwischen 400 und 650 nm. Die Kontinuumsabsorption innerhalb dieses recht großen Spektralbereichs weist zwei ungefähr gleich große Absorptionsmaxima bei 575 nm und 603 nm auf. Im Vergleich zu den ebenfalls durch die Ozonschicht verursachten Absorptionsprozessen im ultravioletten Spektrum – der Hartley- und der Huggins-Absorption – ist die Chappuis-Absorption deutlich schwächer. Sie trägt neben der Rayleigh-Streuung zur Blaufärbung des Himmels bei und wirkt sich vor allem bei einem langen Lichtweg durch die Atmosphäre aus. Deshalb ist die Chappuis-Absorption der entscheidende Prozess für die Färbung des Himmels nach Sonnenuntergang – also während der sogenannten blauen Stunde.
Benannt ist sie nach dem französischen Chemiker James Chappuis (1854–1934), der diesen durch das Ozon hervorgerufenen Effekt entdeckte.

## Geschichte
James Chappuis war im Jahr 1880 wohl der erste der sich mit Ozon befassenden Forscher, der die durch dieses Gas verursachte Blaufärbung des Lichts bemerkte. Er führte diesen Effekt auf die Absorption im gelben, orangen und roten Spektrum zurück. Da zuvor im Jahr 1858 der französische Chemiker Auguste Houzeau festgestellt hatte, dass die Luft der Atmosphäre Spuren von Ozon enthält, vermutete Chappuis, dass das Ozon zur Blaufärbung des Himmels beitragen könnte. Allerdings war ihm bewusst, dass das nicht die einzige Erklärung sein konnte, denn der an der Erdoberfläche zu sehende blaue Anteil des Lichts ist polarisiert – was zwar nicht durch die Absorption des Ozons zu erklären ist, aber durch die zu dieser Zeit bereits bekannte Rayleigh-Streuung. Und aus der Sicht der Wissenschaftler der damaligen Zeit reichte die Rayleigh-Streuung zur Erklärung des blauen Himmels vollkommen aus und der Gedanke, dass auch das Ozon etwas dazu beitragen könnte, geriet in Vergessenheit.
In den frühen 1950er Jahren untersuchte Edward Hulburt den Himmel während der Dämmerung, um seine Formeln zu verifizieren, die Aussagen über Temperatur und Dichte der oberen Atmosphäre auf Basis des an der Erdoberfläche gemessenen Streulichts ermöglichen sollten. Der Grundgedanke dabei war, dass, nachdem die Sonne unter dem Horizont verschwunden ist, sie nur noch die oberen Schichten der Atmosphäre beleuchtet und deshalb die Intensität des durch die Rayleigh-Streuung an der Erdoberfläche ankommenden Lichts auf die Anzahl der Teilchen in der jeweiligen Höhe schließen lässt, die zu einem bestimmten Zeitpunkt noch von der Sonne erreicht werden. Bei seinen 1952 am Sacramento Peak in New Mexico durchgeführten Messungen stellte er fest, dass die Intensität des gemessenen Lichts um den Faktor 2 bis 4 geringer war als der vorausgesagte Wert. Diese Voraussage gründete sich auf seine Formeln und die Daten, die wenige Jahre zuvor unweit vom Sacramento Peak mittels Raketenaufstiegen in der oberen Atmosphäre gemessen worden waren. Die Größenordnung der Abweichungen zwischen der Voraussage und den photometrischen Messungen am Sacramento Peak schlossen einen Messfehler aus. Zudem sagte die Theorie voraus, dass der Himmel im Zenit während des Sonnenuntergangs blaugrünlich bis grau erscheinen sollte und sich die Färbung während der Dämmerung ins Gelbliche verschiebt – was sich offensichtlich nicht mit der alltäglichen Beobachtung verträgt, dass sich das Blau des Himmels im Zenit während der Dämmerung nur unauffällig wandelt. Da Hulburt die Absorptionswirkung des Ozons kannte und der Spektralbereich der Chappuis-Absorption wenige Jahre zuvor von dem französischen Ehepaar Arlette und Étienne Vassy genauer bestimmt worden war, machte er den Versuch, diesen Effekt in seine Berechnungen einzubeziehen. Hiermit konnte er vollständige Übereinstimmung zwischen den Messungen und den theoretischen Voraussagen erzielen. Die Ergebnisse Hulburts wurden in den folgenden Jahren vielfach bestätigt, allerdings scheinen auch damit nicht alle Farbeffekte während des Dämmerungsverlaufs bei klarem Himmel in tiefen Lagen erklärbar. Hierfür ist es vermutlich erforderlich, die spektrale Extinktion durch Aerosole in die Simulationsrechnungen einzubeziehen.
Unabhängig von Hulburt hatte wenige Jahre vor ihm bereits der französische Meteorologe Jean Dubois den Einfluss der Chappuis-Absorption bei einer weiteren Farberscheinung des Dämmerungshimmels unterstellt. Als Dubois im Rahmen seiner Dissertation in den 1940er Jahren den sogenannten „Erdschatten“ untersuchte, stellte er die These auf, dass auch dieser Effekt auf die Chappuis-Absorption zurückzuführen sei. Diese Vermutung ist aber neueren Messungen zufolge nicht haltbar.

## Physikalische Grundlagen
Die Chappuis-Absorption ist eine Kontinuumsabsorption im Wellenlängenbereich zwischen 400 und 650 nm, die zu einer Dissoziation, also dem Auseinanderbrechen, des Ozon-Moleküls führt. Das Absorptionsmaximum liegt bei etwa 603 nm mit einem Wirkungsquerschnitt von 5,23 10−21 cm2, ein zweites etwas kleineres Maximum bei etwa 575 nm hat einen Wirkungsquerschnitt von 4,83 10−21 cm2. Die Extinktionsenergie in den Chappuis-Banden liegt zwischen 1,8 und 3,1 eV. Die Messwerte lassen darauf schließen, dass der Absorptionsvorgang kaum temperaturabhängig ist, die Abweichungen betrugen weniger als drei Prozent. Im Bereich des Maximums ist die Chappuis-Absorption um etwa drei Größenordnungen schwächer als die Absorption ultravioletten Lichts im Bereich der Hartley-Bande. Allerdings ist die Chappuis-Absorption der einzige nennenswerte Absorptionsprozess in der Erdatmosphäre im sichtbaren Bereich des Lichts.
Überlagert wird das Absorptionsspektrum der Chappuis-Banden am kurzwelligeren Ende von zum Teil unregelmäßigen, diffusen Vibrationsbanden. Die Unschärfe dieser Banden lassen darauf schließen, dass das Ozon-Molekül sich nur äußerst kurz in einem angeregten Zustand befindet, bevor es dissoziiert. Bei dieser kurzzeitigen Anregung handelt es sich hauptsächlich um symmetrische Streckschwingungen, aber auch Beiträge von Biegeschwingungen gibt es. Eine widerspruchsfreie und mit den experimentellen Daten in Einklang zu bringende theoretische Deutung dieser Vibrationsstruktur war lange ein ungelöstes Problem; auch heute sind nicht alle Details der Chappuis-Absorption theoretisch erklärbar.
Wie bei der Absorption im ultravioletten Spektrum auch zerfällt das Ozon bei der Chappuis-Absorption in ein O2-Molekül und ein einzelnes O-Atom. Im Gegensatz zur Hartley- und der Huggins-Absorption verbleibt aber keines der Zerfallsprodukte in einem angeregten Zustand. Die Dissoziation in der Chappuis-Bande ist der wichtigste photochemische Prozess des Ozons in der Erdatmosphäre unterhalb von 30 km; darüber überwiegt die Absorption in der Hartley-Bande. Aber weder die Hartley- noch die Chappuis-Absorption stellen trotz der teils hohen Photodissoziationsrate einen effizienten Verlustprozess für das Ozon der Stratosphäre dar, da der elementare Sauerstoff mit hoher Wahrscheinlichkeit auf ein O2-Molekül trifft und mit diesem wieder zu Ozon rekombiniert.